# Cámara Junior Internacional

## Introducción
Junior Chamber International (JCI) es una organización no gubernamental, sin fines de lucro, integrada por jóvenes de entre 18 y 40 años, dedicada a formar líderes ciudadanos comprometidos con el desarrollo de sus comunidades a través de proyectos de impacto social, económico, medioambiental y político. Fundada en 1944 en St. Louis, Estados Unidos, JCI está presente actualmente en más de 110 países, con decenas de miles de miembros activos en todo el mundo. 

## Misión y Visión
- Misión: Brindar oportunidades de desarrollo que preparen a los jóvenes para crear cambios positivos.

- Visión: Ser la principal red mundial de jóvenes ciudadanos activos.

## Historia
La organización comenzó como la Asociación Cívica Progresista de Hombres Jóvenes (Young Men's Progressive Civic Association, YMPCA), fundada el 13 de octubre de 1915 por Henry Giessenbier en St. Louis, Misuri, Estados Unidos.
El YMPCA creció rápidamente, alcanzando 750 miembros en menos de cinco meses. En 1916, el grupo cambió su nombre a Junior Citizens, apodados informalmente "JCs" o "Jaycees". Poco después, adoptaron el nombre de Cámara Júnior de Comercio a sugerencia de la Cámara de Comercio de St. Louis.
Tras el final de la Primera Guerra Mundial, la organización comenzó a establecer contacto con grupos similares en otras ciudades de Estados Unidos. El 21 de enero de 1920, se celebró una reunión en St. Louis con representantes de 30 ciudades, dando lugar a la fundación de la Cámara Júnior de Comercio de los Estados Unidos (United States Junior Chamber of Commerce, USJCC). Se adoptó una constitución provisional y Henry Giessenbier fue elegido presidente provisional por aclamación.
En 1923 se fundó la primera organización fuera de Estados Unidos, la Cámara Júnior de Winnipeg, en Canadá, que continúa activa hasta la actualidad. En 1925, se formó en Lincoln la primera cámara del Reino Unido, seguida por la de Birmingham en 1927 y otras en Sheffield y Nottingham en 1928. Para 1928 ya existían once organizaciones locales en Inglaterra.
Los primeros intentos de crear una organización internacional ocurrieron en 1932 durante los Juegos Olímpicos de Los Ángeles, con la formación de un Comité Ejecutivo Internacional. Sin embargo, no se concretó una estructura independiente en ese momento. En 1936, representantes de varios países expresaron en una conferencia en Liverpool su interés en fundar una organización internacional, aunque el proceso formal se retrasaría algunos años.
En 1940, la USJCC aprobó una resolución para fomentar relaciones con países de América Latina, lo que llevó a la creación de organizaciones en Ciudad de México, Ciudad de Guatemala, El Salvador, Honduras, Nicaragua, Costa Rica y Panamá en 1943.
En diciembre de 1944, se celebró en Ciudad de México una reunión internacional con representantes de Estados Unidos y siete países latinoamericanos. Durante este encuentro se acordó formalmente la creación de la Junior Chamber International (JCI), y se fijó una nueva reunión para 1946 en la Ciudad de Panamá.
El Primer Congreso Mundial de la JCI tuvo lugar en Panamá en febrero de 1946. Participaron 44 delegados de 16 países. Aunque el presidente electo, Raúl García Vidal (México), no pudo asistir por motivos de salud, el congreso fue presidido por Erasmo Chambonnet (Panamá), quien fue elegido como segundo presidente de la JCI. En esa ocasión, se adoptó una constitución provisional y se oficializó la afiliación de nuevos países, incluyendo Australia y Canadá.
En 1948, durante el IV Congreso Mundial en Río de Janeiro, se adoptó oficialmente el Credo de la JCI, y en 1952 se estableció la sede permanente de la organización. Inicialmente ubicada en Coral Gables, Florida, fue trasladada en 2002 a Chesterfield, Misuri.
A lo largo de los años, la organización ha sido conocida con diferentes nombres, incluyendo "Cámara Júnior", "Cámara Júnior de Comercio" y "Cámara Júnior Internacional", en distintas traducciones. Desde 2004, la denominación oficial y unificada en todo el mundo es simplemente JCI.

## Estructura y membresía
La JCI funciona como una red mundial de organizaciones juveniles locales (conocidas como Cámaras Locales), que a su vez integran Organizaciones Nacionales afiliadas. Cada miembro participa activamente en su comunidad mediante proyectos de impacto, capacitaciones y actividades de ciudadanía activa.
Las Organizaciones Nacionales afiliadas a la JCI están presentes en aproximadamente 5.000 ciudades, distribuidas en más de 110 países y territorios, y reúnen a cerca de 200.000 miembros activos.
Hoy la estructura de la JCI es estándar, pero varía de un país a otro. Esto se debe a que cada Organización Nacional de la JCI tiene diferentes vínculos con su gobierno y las cámaras de comercio locales, dándoles distintos beneficios y requisitos. La estructura general es la siguiente:
- Sede Mundial de la JCI: Ubicada en San Luis, Misuri (Estados Unidos), emplea a unas 20 personas que coordinan las actividades globales, gestionan las finanzas, y ofrecen herramientas y recursos para fortalecer los proyectos locales y nacionales.

- Áreas regionales: La JCI está dividida en cuatro regiones geográficas: África y Medio Oriente, las Américas, Asia y el Pacífico, y Europa. Cada región realiza una Conferencia anual donde se debaten temas estratégicos regionales y se fomenta el networking entre organizaciones nacionales.

- Organizaciones Nacionales (ON): Cada país miembro cuenta con una ON que articula a las organizaciones locales. Se encarga de la planificación nacional, relaciones exteriores, formación y administración general del movimiento dentro del país.

- Organizaciones Regionales o Estatales: En países como Estados Unidos, Alemania o Dinamarca, existen niveles intermedios de organización que agrupan distritos o estados para facilitar la logística de eventos y proyectos.

- Organizaciones Locales (OL): Son la base de la JCI. Cada miembro pertenece a una OL que impulsa acciones directas en sus comunidades. A nivel mundial existen más de 5.000 OL activas.

Los miembros eligen autoridades anualmente a nivel local, nacional y mundial. Las lenguas oficiales de la organización son inglés, francés, español y japonés.

## Eventos internacionales de la JCI
La JCI organiza anualmente varios eventos internacionales que permiten a sus miembros formarse, compartir experiencias y tomar decisiones organizacionales clave. Estos eventos se dividen principalmente en:

### Congreso Mundial de la JCI
El Congreso Mundial se celebra cada año en noviembre. Es el evento principal de la organización, donde se eligen nuevas autoridades, se realizan capacitaciones y se definen las políticas globales de JCI.

#### América
2025: Roatán, Honduras
2023: Santa Marta, Colombia
2019: Mendoza, Argentina
2018: Miami, Estados Unidos
2016: Punta del Este, Uruguay
2015: Cochabamba, Bolivia
2014: Medellín, Colombia
2013: San Luis, Estados Unidos
2010: Rosario, Argentina
2009: San Juan, Puerto Rico
2008: Ciudad de Panamá, Panamá
2007: Asunción, Paraguay
2005: São Paulo, Brasil
2004: Guayaquil, Ecuador
2003: Edmonton, Canadá
1968: Mar del Plata, Argentina

#### Europa
2023: Zúrich, Suiza
2019: Tallin, Estonia
2017: Ámsterdam, Países Bajos
2014: Leipzig, Alemania
2011: Bruselas, Bélgica
2009: Viena, Austria
2003: Copenhague, Dinamarca
2001: Barcelona, España
1999: Cannes, Francia
1995: Glasgow, Escocia
1991: Helsinki, Finlandia
1989: Birmingham, Inglaterra
1987: Ámsterdam, Países Bajos
1981: Berlín, Alemania
1979: Gotemburgo, Suecia
1975: Ámsterdam, Países Bajos
1973: Niza, Francia
1970: Dublín, Irlanda
1967: Toronto, Canadá
1955: Edimburgo, Escocia
1949: Bruselas, Bélgica

#### Asia y el Pacífico
2024: Taoyuan, Taiwán
2022: Hong Kong
2020: Yokohama, Japón (virtual)
2018: Goa, India
2016: Quebec, Canadá / Japón
2015: Kanazawa, Japón
2012: Taipéi, Taiwán
2010: Osaka, Japón
2006: Seúl, Corea del Sur
2004: Fukuoka, Japón
2000: Sapporo, Japón
1998: Manila, Filipinas
1996: Pusan, Corea del Sur
1994: Kobe, Japón
1993: Hong Kong
1988: Sídney, Australia
1986: Nagoya, Japón
1983: Taipéi, Taiwán
1982: Seúl, Corea del Sur
1980: Osaka, Japón
1978: Manila, Filipinas
1977: Johannesburgo, Sudáfrica
1974: Auckland, Nueva Zelanda
1972: Taipéi, Taiwán
1971: Honolulu, Estados Unidos
1966: Kyoto, Japón
1965: Sídney, Australia
1962: Hong Kong
1956: Wellington, Nueva Zelanda
1954: Ciudad de México, México
1952: Melbourne, Australia
1951: Montreal, Canadá
1950: Manila, Filipinas

#### África y Medio Oriente
2025: Túnez
2021: Johannesburgo (virtual)
2009: Hammamet, Túnez
2007: Johannesburgo, Sudáfrica

### Conferencias de Área de la JCI
Se celebran anualmente en cada una de las 4 regiones de JCI: América, África y Medio Oriente, Asia y el Pacífico, y Europa.

#### América
2025: Roatán, Honduras
2024: Asunción, Paraguay
2023: Santa Marta, Colombia
2022: Curazao
2021: Virtual
2020: Ciudad de Panamá
2019: Mendoza, Argentina
2018: Miami, Estados Unidos
2017: Punta Cana, R. Dominicana
2016: Punta del Este, Uruguay
2015: Cochabamba, Bolivia
2014: Medellín, Colombia
2013: San Luis, Estados Unidos
2012: Curitiba, Brasil
2011: Curazao
2010: Rosario, Argentina
2009: San Juan, Puerto Rico
2008: Ciudad de Panamá
2007: Asunción, Paraguay

#### África y Medio Oriente
2014: Lomé, Togo
2013: Gaborone, Botsuana
2012: Casablanca, Marruecos
2011: Bamako, Malí
2010: Abuya, Nigeria
2007: Johannesburgo, Sudáfrica

#### Asia y el Pacífico
2013: Gwangju, Corea del Sur
2012: Hong Kong
2011: Manila, Filipinas
2010: Singapur

#### Europa
2014: Malta
2013: Monte Carlo, Mónaco
2012: Braunschweig, Alemania
2011: Tarragona, España
2010: Aarhus, Dinamarca
2009: Budapest, Hungría
2008: Turku, Finlandia
2007: Maastricht, Países Bajos
2006: Tallin, Estonia
2005: Poitiers, Francia
2004: Lausana, Suiza
2003: Birmingham, Reino Unido

### Cumbre de Alianzas Globales
Se realizan en sedes clave como la ONU en Nueva York o Ginebra, centradas en alianzas con organismos internacionales y en los Objetivos de Desarrollo Sostenible (ODS). Algunas ediciones destacadas:
2013: Nueva York
2012: Nueva York
2011: Nueva York
2010: Nueva York
2009: Ginebra, Suiza
2008: Nueva York
2004: Nueva York
2003: Naciones Unidas, Nueva York

## Programas de la JCI

### Los Diez Jóvenes Sobresalientes del Mundo de la JCI (TOYP)
Los Diez Jóvenes Sobresalientes del Mundo de la JCI (TOYP) está diseñado para reconocer formalmente a los jóvenes que se destacan en sus campos y por lo tanto un ejemplo de las mejores cualidades de los jóvenes del mundo. Ve la lista de los Jóvenes Sobresalientes del Mundo.

### Capacitación de la JCI
Ofrecer oportunidades de desarrollo que preparen a los jóvenes es una parte esencial de la Misión de la JCI. La Capacitación de la JCI ofrece oportunidades para que los miembros de la JCI mejoren ellos mismos y usen esas habilidades para mejorar el mundo que les rodea. A través de programas de formación en liderazgo, gestión, habilidades profesionales y desarrollo personal, los jóvenes tienen la oportunidad de aprender y crecer en un entorno que fomenta la colaboración y el compromiso con el bienestar de la comunidad.
Además, la JCI promueve una mentalidad global que conecta a los miembros con otras culturas y perspectivas, permitiéndoles adquirir habilidades interpersonales y de resolución de problemas que son esenciales para abordar los desafíos sociales, económicos y medioambientales del siglo XXI. Los programas de capacitación están diseñados para preparar a los líderes del mañana, equipándolos con las herramientas necesarias para generar un cambio positivo, ya sea en sus carreras profesionales, en sus comunidades o en el mundo en general.
Las oportunidades de capacitación de la JCI también incluyen actividades de mentoría y proyectos de impacto social, que permiten a los jóvenes poner en práctica lo aprendido y experimentar de primera mano el impacto real de sus esfuerzos. A través de estas iniciativas, los miembros no solo desarrollan habilidades técnicas y de liderazgo, sino que también construyen una red global de apoyo que facilita su crecimiento profesional y personal a largo plazo.

### Campeonato Mundial de Oratoria de la JCI
El Campeonato Mundial de Oratoria de la JCI brinda a los miembros de la organización la oportunidad de practicar y exhibir sus habilidades oratorias, además de compartir sus ideas sobre temas que abordan realidades locales, nacionales y globales.
Los ganadores del Concurso Nacional de Oratoria de la JCI compiten en las Conferencias de Área, y los campeones de cada Conferencia de Área representan a su zona en la ronda final del Campeonato Mundial de Oratoria de la JCI, que tiene lugar durante el Congreso Mundial de la JCI en noviembre.
Los temas varían según el nivel de la competencia (local, nacional o regional), adaptándose al contexto correspondiente. El tema para la fase final de 2012 fue: "La diversidad cultural es una fortaleza más que una debilidad."
Los participantes pueden expresar sus ideas en cualquiera de los idiomas oficiales de la JCI: inglés, francés, español o japonés.

### Campeonato Mundial de Debate de la JCI
El Campeonato Mundial de Debate de la JCI es un torneo en el que participan equipos de tres miembros, generalmente representando a una única NOM (Organización Nacional de Miembros). Este campeonato se divide en tres categorías principales: inglés, francés y español.
Es importante destacar que los campeonatos de las Conferencias de Área son eventos separados del Campeonato Mundial, aunque ambos forman parte de la misma estructura global de la JCI. En el caso específico de la Conferencia de Europa, el campeonato cuenta con tres categorías: inglés, francés y alemán, adaptándose a las lenguas y contextos regionales.
Este evento ofrece a los miembros de la JCI la oportunidad de desarrollar y poner en práctica sus habilidades de oratoria, argumentación y trabajo en equipo, mientras abordan temas de relevancia internacional.

### Hermanamiento de la JCI
El Programa de Hermanamiento de la JCI establece vínculos formales entre dos o más Organizaciones Locales de la JCI que deseen colaborar mutuamente. A través de este programa, las organizaciones tienen la oportunidad de fortalecer sus lazos y compartir experiencias, recursos y buenas prácticas.
El Hermanamiento aprovecha la red global de la JCI para fomentar una comprensión más profunda de la cooperación internacional, promoviendo el intercambio cultural, el aprendizaje mutuo y el desarrollo de proyectos conjuntos que beneficien a las comunidades locales y globales. Este programa permite a las Organizaciones Locales trabajar juntas, superar barreras geográficas y culturales, y contribuir a la creación de un mundo más unido y colaborativo.

## Organizaciones Nacionales de la JCI
- JCI Alemania
- JCI Argentina
- JCI Bangladés
- JCI Bélgica
- JCI Bolivia
- JCI Brasil
- JCI Canadá
- JCI Cataluña
- JCI Colombia
- JCI Chipre
- JCI Chile
- JCI Dutch Caribbean
- JCI Ecuador
- JCI Escocia
- JCI Estonia
- JCI Filipinas
- JCI Finlandia
- JCEF Francia
- JCI Haití
- JCI Honduras
- JCI Hong Kong
- JCI Hungría
- JCI India
- JCI Indonesia
- JCI Israel
- JCI Jamaica
- JCI Japón
- JCI Lituania
- JCI Luxemburgo
- JCI Malasia
- JCI Maldivas
- JCI Malta
- JCI México
- JCI Mónaco
- JCI Nepal
- JCI Nicaragua
- JCI Nigeria
- JCI Noruega
- JCI Países Bajos
- JCI Panamá
- JCI Paraguay
- JCI Perú
- JCI Portugal
- JCI Puerto Rico
- JCI Reino Unido
- JCI República Dominicana
- JCI Rumania
- JCI Singapur
- JCI Surinam
- JCI Sri Lanka
- JCI Turquía
- JCI Ucrania
- JCI Uruguay
- JCI Venezuela
- JCI West Indies
- JCI Zimbabue

## Impacto de la JCI a Nivel Global
La JCI tiene un impacto significativo en las comunidades de todo el mundo, contribuyendo al desarrollo económico, social y cultural de los jóvenes. Con más de 100 países miembros, la organización impulsa iniciativas que abarcan desde el desarrollo sostenible hasta la promoción de los derechos humanos y la igualdad de género. Cada año, los miembros de la JCI trabajan en proyectos locales y globales que buscan mejorar la calidad de vida de las comunidades a través de la acción directa, la formación de líderes y el fomento de la cooperación internacional.
El impacto global de JCI es tangible en la creación de políticas públicas, el apoyo a proyectos de infraestructura, la mejora de la educación y la implementación de iniciativas medioambientales, como el reciclaje y la preservación de recursos naturales. A través de su red mundial, JCI amplifica las voces de los jóvenes y les otorga las herramientas necesarias para generar cambios positivos a nivel local y global.

### Proyectos de Impacto Social
JCI ha implementado numerosos proyectos a nivel mundial que abordan los problemas más apremiantes de la sociedad. Algunos de los proyectos más destacados incluyen:
- Acción en Salud: Campañas de sensibilización sobre la salud mental, prevención de enfermedades y promoción de hábitos de vida saludables.
- Educación para el Futuro: Iniciativas como "A Smart City" en diversas localidades, que promueven el acceso a la educación digital y la formación en habilidades tecnológicas para jóvenes en comunidades vulnerables.
- Desarrollo Sostenible: Proyectos de energía renovable, eficiencia energética y preservación del medio ambiente que apoyan el cumplimiento de los Objetivos de Desarrollo Sostenible (ODS) de la ONU.

Cada uno de estos proyectos no solo busca resolver problemas inmediatos, sino también empoderar a los jóvenes para que continúen contribuyendo a la mejora de sus comunidades a largo plazo.

### Red Global de JCI
La red global de JCI es una de las mayores fortalezas de la organización. Con más de 200,000 miembros en todo el mundo, la red conecta a jóvenes líderes de diversas culturas y contextos. Esta red permite el intercambio de ideas y mejores prácticas, la colaboración en proyectos internacionales y la creación de una comunidad global comprometida con el cambio social positivo.
JCI organiza plataformas digitales y eventos presenciales donde los miembros pueden interactuar, colaborar en proyectos comunes y compartir sus conocimientos. Además, la red ofrece oportunidades de mentoría donde los miembros más experimentados guían a las nuevas generaciones, ayudándoles a desarrollar sus habilidades de liderazgo, gestión y trabajo en equipo.

## Beneficios de Ser Miembro de la JCI
Ser miembro de la JCI ofrece una variedad de beneficios tanto a nivel personal como profesional. Algunos de los principales beneficios incluyen:
- Desarrollo de Habilidades de Liderazgo: A través de la participación en proyectos, eventos y conferencias, los miembros tienen la oportunidad de desarrollar y mejorar sus habilidades de liderazgo, comunicación, negociación y resolución de conflictos.
- Red Internacional: Los miembros tienen acceso a una red global de jóvenes líderes que pueden ofrecer apoyo, compartir conocimientos y colaborar en proyectos internacionales.
- Oportunidades Profesionales: La JCI también es un excelente lugar para establecer contactos profesionales, encontrar nuevas oportunidades de negocio y acceder a oportunidades de empleo dentro de una red de jóvenes emprendedores y empresarios.
- Impacto Social: Los miembros tienen la oportunidad de ser parte de proyectos que realmente marcan la diferencia en sus comunidades, lo que les permite tener un impacto tangible en su entorno.

## Historias de Éxito
A lo largo de los años, JCI ha visto a muchos de sus miembros convertirse en líderes influyentes en sus comunidades y en el mundo. Algunas historias destacadas incluyen:
- Kailash Satyarthi: Ganador del Premio Nobel de la Paz en 2014, Kailash fue miembro de JCI India y utilizó su plataforma para luchar contra el trabajo infantil y promover los derechos de los niños. Su organización, Bachpan Bachao Andolan, ha rescatado a miles de niños de la esclavitud y el abuso.
- Gina Lopez: Exsecretaria del Departamento de Medio Ambiente y Recursos Naturales en Filipinas, Gina fue miembro activa de JCI Filipinas. A través de su trabajo, impulsó políticas de conservación ambiental y el uso sostenible de los recursos naturales.
- Juan Pablo Romero: Miembro de JCI México, ha liderado iniciativas de desarrollo social y educativo en comunidades rurales, trabajando en proyectos que promueven la educación y el acceso a servicios básicos en áreas marginadas.

Estas historias no solo destacan el éxito personal de los miembros, sino también el impacto que JCI tiene en el mundo, demostrando cómo la organización empodera a los jóvenes para que se conviertan en agentes de cambio en sus comunidades y más allá.

## Alumnis

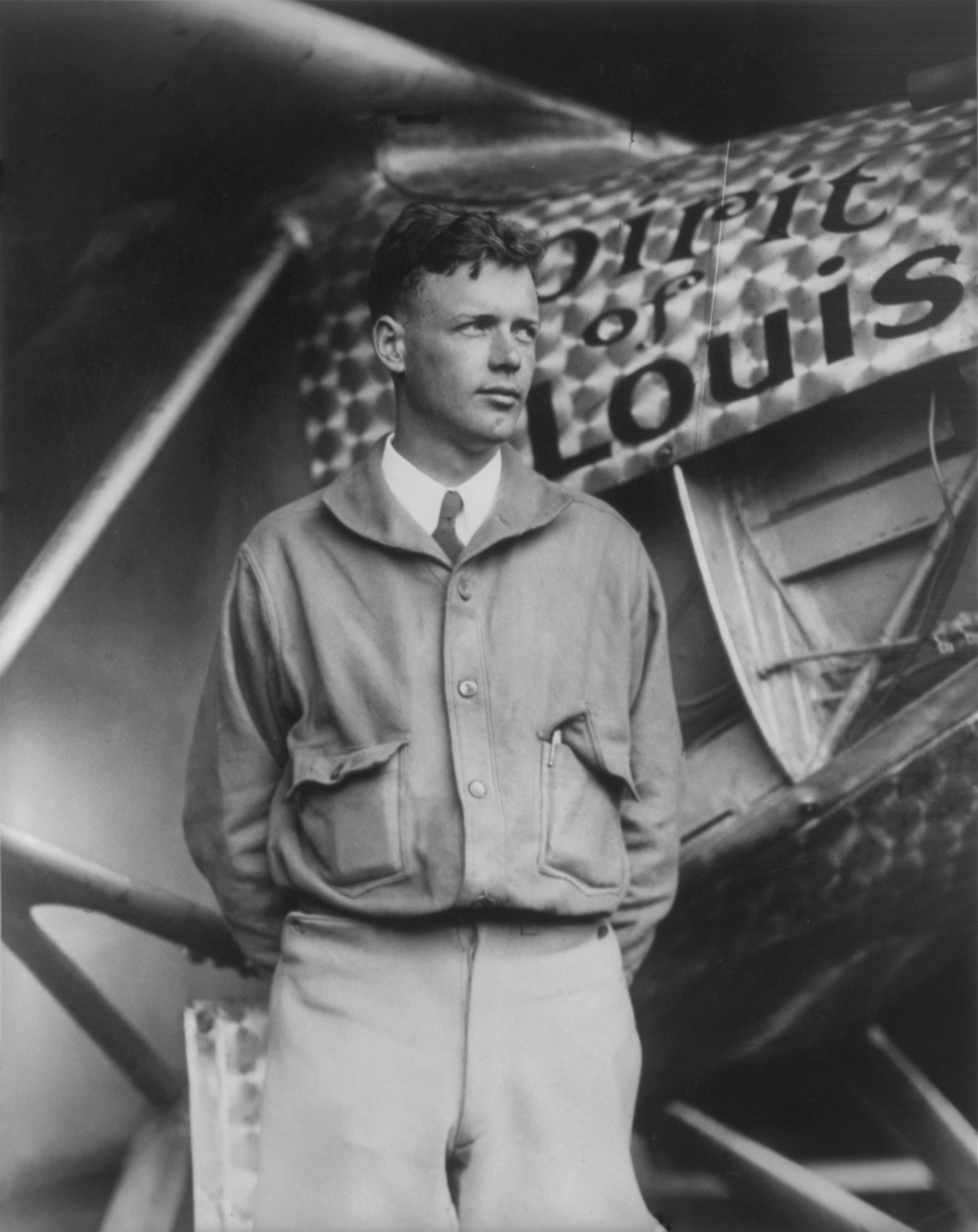
Charles Lindbergh, primer aviador en cruzar el océano atlántico. Exmiembro JCI.

A lo largo de su historia, la JCI se caracterizó por contar con miembros de notable repercusión en la sociedad. A continuación se nombran una lista abreviada de ex "Juniors" que llegaron a figurar en algunos de los sitiales de liderazgo más importantes a nivel mundial:
- Alberto II, Príncipe de Mónaco
- Kofi Annan, séptimo secretario general de la Organización de las Naciones Unidas.
- John F. Kennedy, Trigésimo quinto presidente de los Estados Unidos.
- Richard Nixon, Trigésimo séptimo presidente de los Estados Unidos.
- Gerald Rudolph Ford, Trigésimo octavo presidente de los Estados Unidos.
- Bill Clinton, Cuadragésimo segundo presidente de los Estados Unidos.
- Al Gore, Cuadragésimo quinto vicepresidente de los Estados Unidos
- Hubert Humphrey, Trigésimo octavo vicepresidente de los Estados Unidos.
- Nelson Rockefeller, Cuadragésimo primer vicepresidente de los Estados Unidos.
- Walter Mondale, Cuadragésimo segundo vicepresidente de los Estados Unidos.
- Jacques Chirac, expresidente de Francia.
- Poul Schlüter, ex primer ministro de Dinamarca.

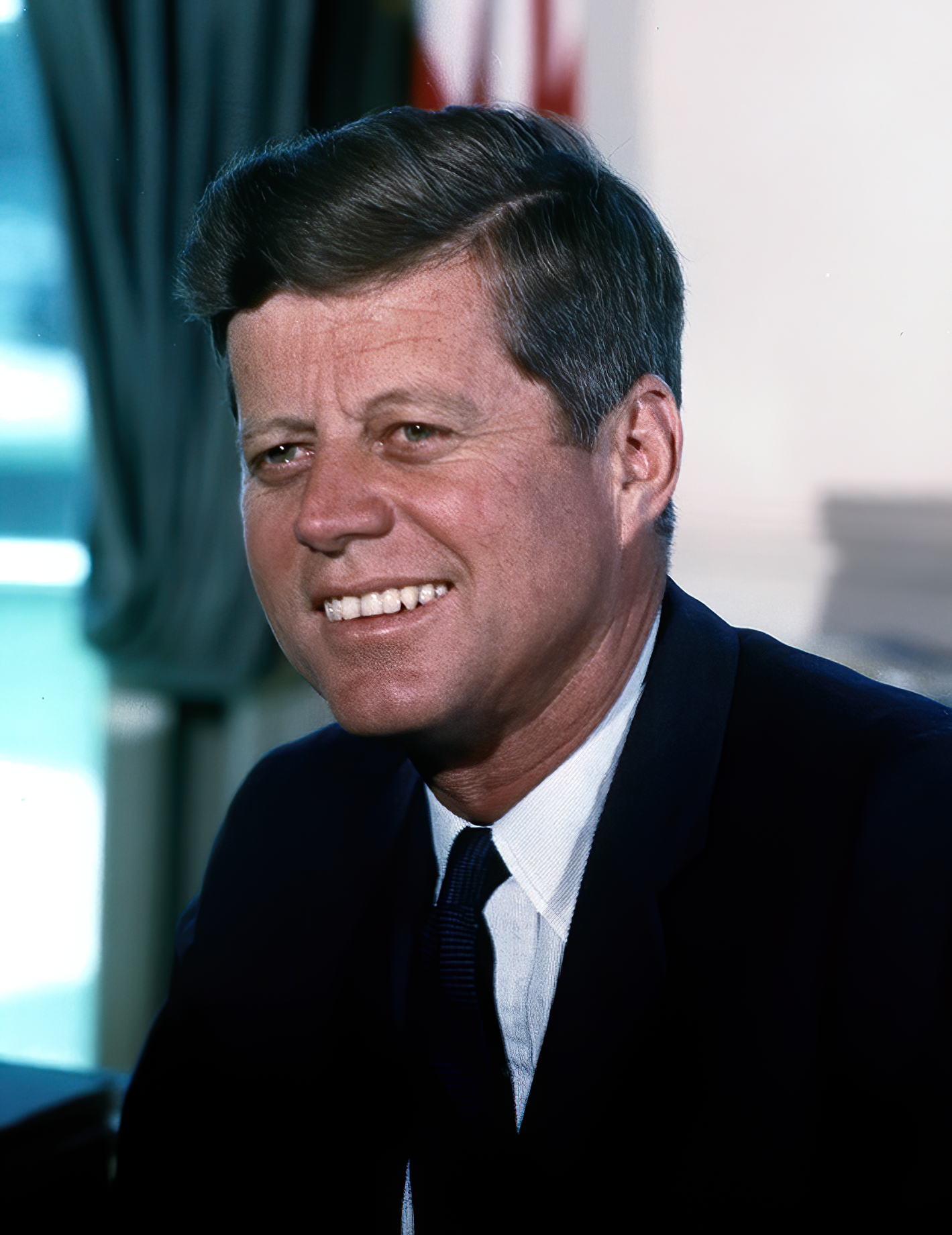
John F. Kennedy, 35° Presidente de los Estados Unidos y pasado Miembro de la JCI USA.

- Walter Scheel, expresidente de la República Federal de Alemania.
- Steingrímur Hermannsson, dos veces primer ministro de Islandia.
- Jan Krzysztof Bielecki, ex primer ministro de Polonia.
- Bill Hayden, Exgobernador General de Australia.
- Yasuhiro Nakasone, tres veces primer ministro de Japón.
- Keizō Obuchi, Quincuagésimo cuarto primer ministro de Japón.
- Yoshirō Mori, dos veces primer ministro de Japón.
- Taro Aso, quincuagésimo noveno primer ministro de Japón.

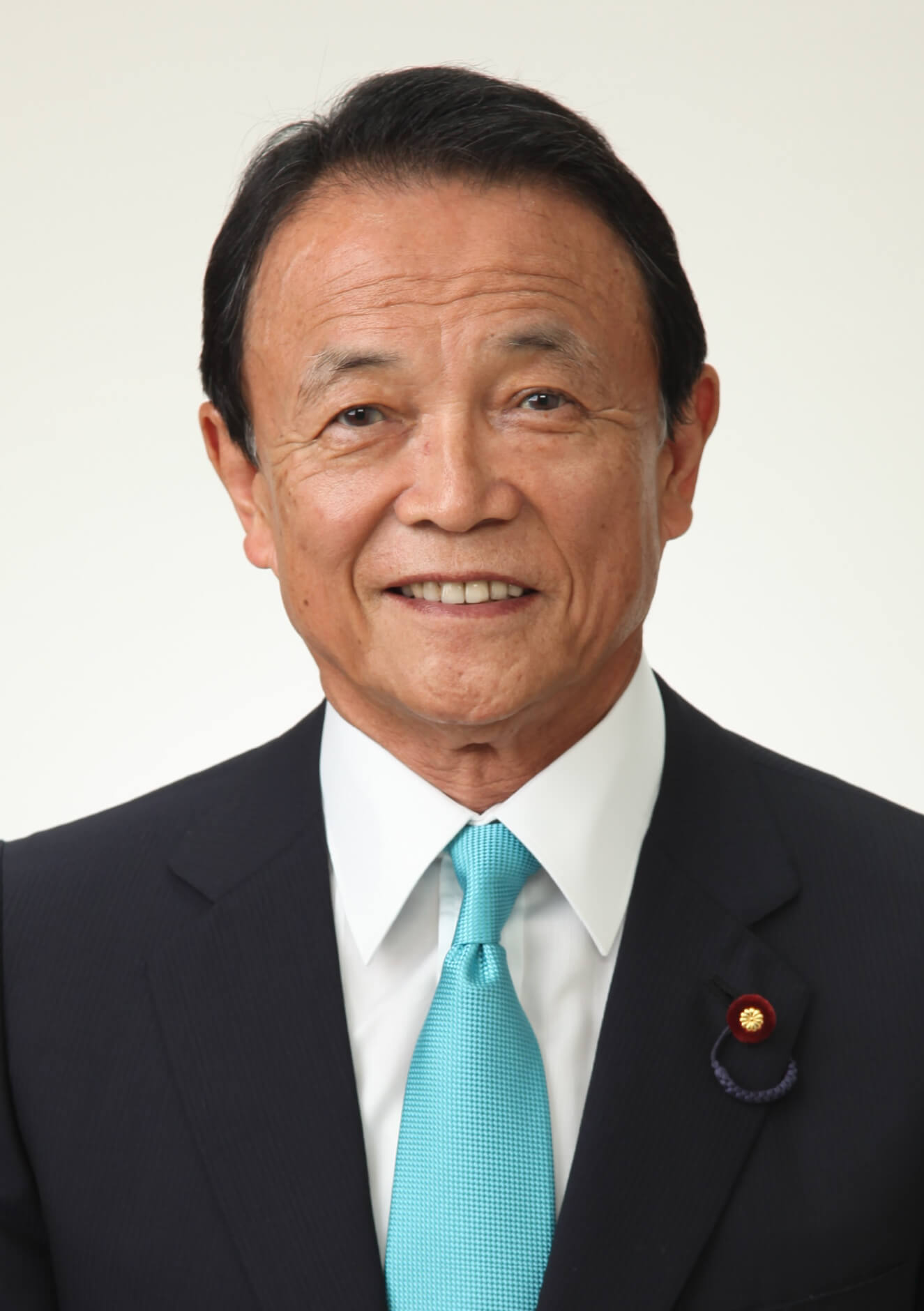
Taro Aso, 49.º primer ministro del Japón y pasado miembro de la JCI Japón.

- Hugo Banzer Suárezz, dos veces presidente de Bolivia.
- César Virata, Cuarto primer ministro de Filipinas.
- Joseph Estrada, Décimo tercer presidente de Filipinas.
- Chen Shui-bian, expresidente de la República de China (Taiwán).
- Henri Konan Bédié, expresidente de Costa de Marfil.
- Judith Wilcox, Baroness Wilcox, ex directora del Banco Midland, Ltd
- Warren Earl Burger, expresidente de la Corte Suprema de los Estados Unidos.
- Tom Monaghan, fundador y propietario de Domino's Pizza.
- Reijirō Hattori, presidente fundador de Seiko Holdings Corporation, LTD.
- Charles Lindbergh, aviador e ingeniero estadounidense. Exganador de un premio Pulitzer. Primera persona en cruzar el Océano Atlántico.
- Howard Hughes, multimillonario empresario, magnate, inversionista, ingeniero autodidacta, aviador, productor y director de cine estadounidense
- Larry Holmes, ex campeón mundial de boxeo.
- Lee Bong-Ju, medallista olímpico coreano.
- Kimberley Santos, Miss Word 1980.
- Jorge Luis Villanueva Badilla, pasado presidente de la asamblea legislativa de Costa Rica.
- Tito Hoz de Vila, abogado, político y empresario boliviano.
- Arnaldo de Oliveira Sales, pasado presidente de la Academia Olímpica de Hong Kong y pasado presidente de la Federación Deportiva y del Comité Olímpico de Hong Kong.